# Antoni Potocki (literat)
Antoni Michał Emilian Potocki h. Szeliga (ps. Jerzy Grot, A.P. Ordyński) (ur. 17 września 1867 w Kojdanowie, zm. 5 października 1939 w Warszawie) – polski pisarz i krytyk literacki, brat Józefa Karola.

## Życiorys
Był synem Aleksandra Potockiego i Kasyldy z Jabłońskich. Szkołę średnią ukończył w Mińsku i Warszawie, studia wyższe odbył w latach 1894–1897 w Szkole Nauk Politycznych (Ecole des Science Politiques) w Paryżu. Tematem jego pracy była Kwestia germanizacji na ziemiach polskich w Poznańskiem. Gdy w 1897 w Paryżu powstało Koło Polskie Artystyczno-Literackie, został jego sekretarzem. Był członkiem Ligi Narodowej. W sierpniu 1898 był współredaktorem „Życia” jako zastępca Artura Górskiego. W roku 1900 powrócił do Paryża po nieudanym małżeństwie z Marią Przybyłkówną – artystką dramatyczną, z którą miał córkę Łucję. W tym okresie działalności (1900–1917) nazwany został ambasadorem polskiej kultury we Francji. Związany z obozem Narodowej Demokracji, był kierownikiem działu kulturalno-naukowego w redakcji wydawanego przez to środowisko od marca 1908 czasopisma politycznego „Głos Warszawski” (połączonego następnie z „Gazetą Warszawską”). Obok pracy redaktorskiej, publicystycznej i wydawniczej pełnił różne funkcje w organizacjach polonijnych (Komitet Francusko-Polski, Towarzystwo Polskie Literacko-artystyczne; był wiceprezesem w Zarządzie Towarzystwa Pracy Społeczno-Kulturalnej dla Wychodźstwa Polskiego we Francji). W czasie I wojny światowej był wiceprezesem Związku Narodowego Polskiego. W roku 1931 był komisarzem rządu polskiego na wystawie światowej „Rok 1830–1930” w Paryżu. Tuż przed wybuchem II wojny światowej wrócił do Warszawy i zamieszkał w Hotelu Sejmowym, skąd – wraz z innymi mieszkańcami – został wyrzucony przez Niemców.
Zmarł w Warszawie. Pochowany na cmentarzu Powązkowskim (kwatera 257b-2-4).

## Twórczość
Autor zbioru nowel: „Martosia i my” (1899), studiów literackich o Stanisławie Wyspiańskim (1902) i Marii Konopnickiej (1902), „Szkiców i wrażeń literackich” (1903), „Polskiej literatury współczesnej 1860–1910” (1911–1912, 2 tomy), obok książki Wilhelma Feldmana, najlepszego zarysu historycznego tego okresu literatury polskiej; z dziedziny historii sztuki: „Portret i krajobraz angielski” (1907), „Grottger” (1907, monografia); po francusku: „Mickiewicz” (1929); nadto licznych studiów i artykułów w czasopismach polskich i francuskich. Od 1900 mieszkał w Paryżu i tam był animatorem polskiego ruchu kulturalnego i jego propagandy zagranicznej.

## Ordery i odznaczenia
- Krzyż Oficerski Orderu Odrodzenia Polski (9 listopada 1931)[6]
- Złoty Wawrzyn Akademicki (5 listopada 1935)[7]
- Kawaler Orderu Legii Honorowej (Francja, 1925)